# Haigerloch
Haigerloch è un comune tedesco di 10 968 abitanti, situato nel land del Baden-Württemberg.

## Amministrazione

### Gemellaggi
Haigerloch è gemellata con:
- Noyal-sur-Vilaine, Francia, dal 1972
- Sokobanja, Serbia